# Иван Панев (актьор)
 Тази статия е за актьора.  За политика вижте Иван Панев.  
Иван Панев е български театрален и кино актьор.

## Биография
Роден е на 27 май 1967 г. в Стара Загора. Завършва Френската езикова гимназия „Ромен Ролан“. Дълго време не знае дали да кандидатства физика или актьорско майсторство. Все пак през 1992 г. завършва НАТФИЗ със специалност „Актьорско майсторство“ в първия клас на Стефан Данаилов. Петнадесет години по-късно, през 2007 г. получава и магистърска степен, специалност „Филмова и телевизионна режисура“.
Играе в Сатиричния театър и Националния музикален театър.

## Филмография
- Откраднат живот (тв сериал, 2020) – психолог
- Съни бийч ( тв сериал, 2019) – собственик на музей
- На границата (6-сер. тв, 2014) – Андре
- Под прикритие (тв сериал, 2014) – Георгиев
- Домашен арест (тв сериал, 2011 - 2013) – Емко
- Вътрешен глас (2008) – доктор Кадиев
- Хиндемит (2008)
- Ерудитъ (2005)
- Патриархат (7-сер. тв, 2005) – (в 1 серия: VII)
- Колобър (тв, 2001) – „Брадата“
- Хайка за вълци (6-сер. тв, 2000) – сиракът Николин Миялков
- Граница (1994)

## Участия в телевизионни предавания
- Приказки за физиката (2005 –

2007) – мосю Паскал
- Приказки за астрономията (2005 – 2007) – мосю Паскал